# Vanbeverwijkia spirospora
Vanbeverwijkia spirospora är en svampart som beskrevs av Agnihothr. 1961. Vanbeverwijkia spirospora ingår i släktet Vanbeverwijkia, divisionen sporsäcksvampar och riket svampar.   Inga underarter finns listade i Catalogue of Life.